# Giovanni Vasanzio

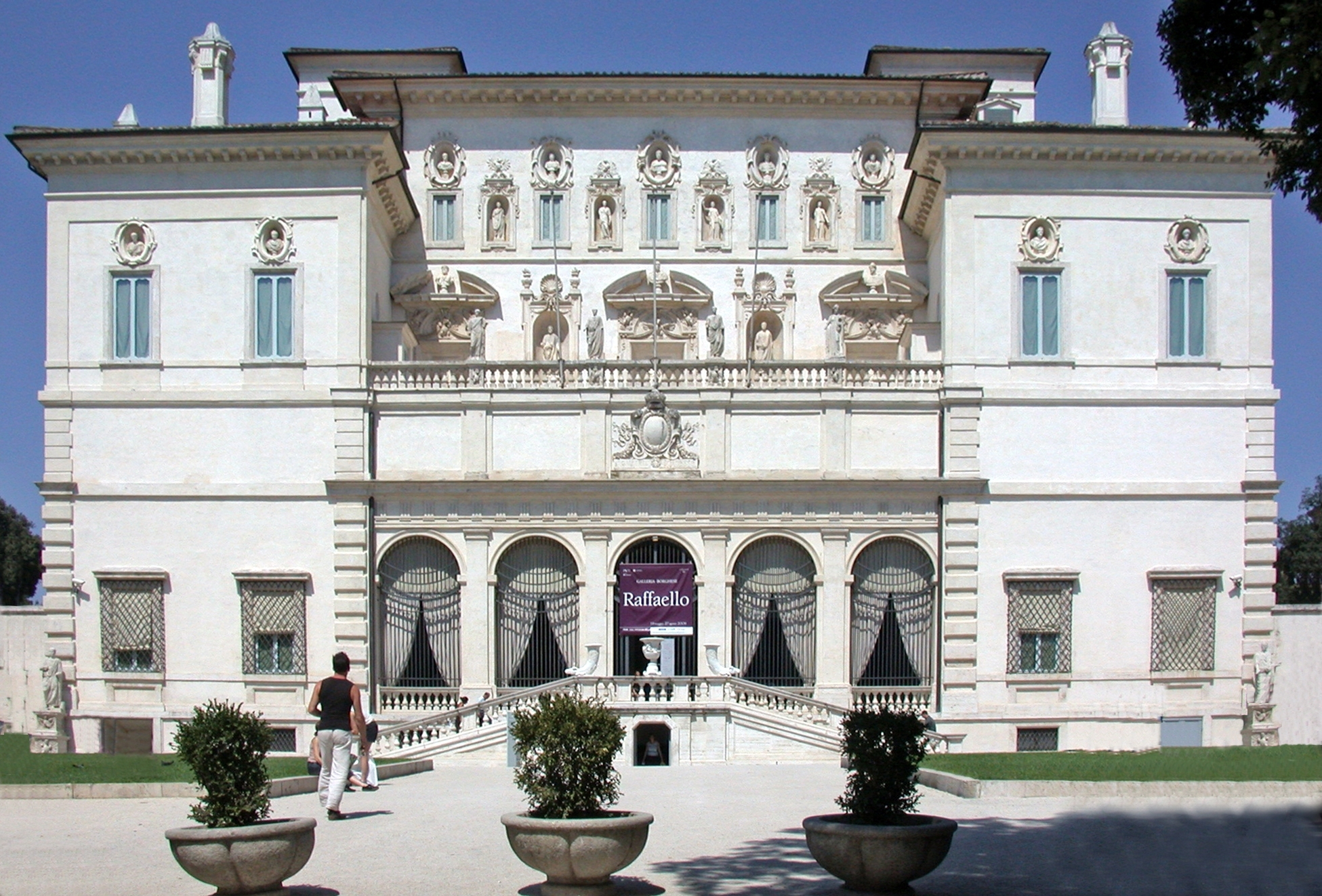
Villa Borghese Pinciana

Giovanni Vasanzio italianizzazione di Jan van Santen (Utrecht, 1550 – Roma, 21 agosto 1621) è stato un architetto originario dei Paesi Bassi ma attivo in Italia.

## Biografia
Dopo aver praticato l'arte dell'ebanisteria, acquistandovi particolare notorietà per l'esecuzione dei suoi famosi "studioli", sorta di mobili intarsiati in avorio o in tartaruga, cominciò fin dal 1610 a dedicarsi, a Roma, ad opere di architettura sotto la guida di Flaminio Ponzio, eseguendo fra l'altro la chiesa di San Sebastiano Fuori le Mura; succedette quindi al Ponzio stesso nella carica di architetto pontificio.
A lui si deve il completamento del Palazzo Pallavicini Rospigliosi sul Quirinale, della Villa Mondragone nei pressi di Frascati, per la quale costruì il porticato, il teatro d'acqua col ninfeo e la terrazza monumentale nel 1613.
Il suo nome tuttavia è legato soprattutto alla costruzione del casino di Villa Borghese, dal 1610 al 1614, dalla caratteristica decorazione a stucchi della facciata, e a numerose fontane come quella dell'Aquila nei Giardini Vaticani, quella del cortile del Belvedere, quella di Piazza Scossacavalli e quella della villa Mondragone.

## Opere
- Palazzo Borghese, portato a termine da Girolamo Rainaldi dopo la morte di Flaminio Ponzio.[1]
- Ultimazione della facciata di San Sebastiano fuori le Mura posta in essere dal Ponzio, (1612)
- Villa Borghese sul Pincio; Vasanzio ne disegnò la facciata nel 1613–15, e continuò a lavorarvi nel 1618-19.
- In collaborazione con Martino Longhi, la Villa Mondragone, (1615)
- Fontana dell'Acqua Paola, su disegno di Ponzio, (1613)
- Fontana "della Galera", nei Giardini Vaticani, (1620).
- Palazzo Borghese, Artena (1618)
- Arco Borhese; Artena (1600)